# Bajacalifornia
Bajacalifornia ist eine Fischgattung aus der Familie der Schwarzköpfe. Sie wurde 1925 von Charles Haskins Townsend und John Treadwell Nichols anhand der Art Bajacalifornia burragei beschrieben, die 1911 während der Tiefseeexpedition des Forschungsschiffes Albatross vor der Küste der Bahía de Todos Santos in Niederkalifornien (span. Baja California) entdeckt wurde.

## Merkmale
Der Körper ist mit kleinen Cycloidschuppen bedeckt. Die Bauchschuppen sind gut entwickelt. Das Maul ist mäßig breit, jedoch größer als bei der Gattung Alepocephalus. Der Unterkiefer steht stark hervor und endet in einem spitzen Knopf, der schräg vorwärts gerichtet ist. Die Kieferränder zeigen eine einzelne Reihe von kleinen Zähnen. Die Kiemenreusenöffnungen sind breit, die Kiemenmembrane sind unten verbunden. Die kurzen Rücken- und die Afterflossen haben etwa die gleiche Länge.

## Vorkommen
Das Verbreitungsgebiet dieser Gattung erstreckt sich vom Indischen Ozean über das Japanische Meer bis zum Ostpazifischen Rücken.

## Systematik
Die Gattung Bajacalifornia umfasst sieben Arten. Bajacalifornia burragei ist die 1925 beschriebene Typusart. Der Ichthyologe Albert Eide Parr klassifizierte 1952 die 1898 von Christian Frederik Lütken beschriebene Art Cyclothone megalops und das 1913 von Max Wilhelm Carl Weber beschriebene Taxon Bathytroctes calcaratus in diese Gattung. 1977 wurde Bajacalifornia erimoensi, 1985 Bajacalifornia arcylepis, 1988 Bajacalifornia microstoma und 1993 Bajacalifornia aequatoris  beschrieben.